# Aroideae
Aroideae, potporodica kozlačevki, dio porodice Araceae. Sastoji se od 26 tribusa
Poznati rod difenbahija koji je nekada uključivan u vlastiti tribus Dieffenbachieae, sada je uključen u tribus Spathicarpeae

## Tribusi
1. Tribus Callopsideae Engl.
  1. Callopsis Engl. (1 sp.)
2. Tribus Anubiadeae Engl.
  1. Anubias Schott (8 spp.)
3. Tribus Culcasieae Engl.
  1. Cercestis Schott (9 spp.)
  2. Culcasia P. Beauv. (29 spp.)
4. Tribus Philodendreae Schott
  1. Philodendron Schott (584 spp.)
  2. Thaumatophyllum Schott (21 spp.)
5. Tribus Homalomeneae M. Hotta
  1. Furtadoa M. Hotta (3 spp.)
  2. Adelonema Schott (16 spp.)
  3. Homalomena Schott (159 spp.)
6. Tribus Aglaonemateae Engl.
  1. Aglaonema Schott (24 spp.)
  2. Aglaodorum Schott (1 sp.)
7. Tribus Nephthytideae Engl.
  1. Nephthytis Schott (6 spp.)
  2. Pseudohydrosme Engl. (4 spp.)
  3. Anchomanes Schott (6 spp.)
8. Tribus Zantedeschieae Engl.
  1. Zantedeschia Spreng. (8 spp.)
9. Tribus Spathicarpeae Schott
  1. Lorenzia E. G. Gonç. (1 sp.)
  2. Bognera Mayo & Nicolson (1 sp.)
  3. Gearum N. E. Br. (1 sp.)
  4. Synandrospadix Engl. (1 sp.)
  5. Croatiella E. G. Gonç. (1 sp.)
  6. Spathicarpa Hook. (4 spp.)
  7. Taccarum Brongn. ex Schott (5 spp.)
  8. Asterostigma Fisch. & C. A. Mey. (10 spp.)
  9. Dieffenbachia Schott (64 spp.)
  10. Mangonia Schott (2 spp.)
  11. Incarum E. G. Gonç. (1 sp.)
  12. Spathantheum Schott (1 sp.)
  13. Gorgonidium Schott (8 spp.)
10. Tribus Montrichardieae Engl.
  1. Montrichardia Crueg. (2 spp.)
11. Tribus Philonotieae S. Y. Wong & P. C. Boyce
  1. Philonotion Schott (3 spp.)
12. Tribus Cryptocoryneae Blume
  1. Lagenandra Dalzell (18 spp.)
  2. Cryptocoryne Fisch. ex Rchb. (70 spp.)
13. Tribus Schismatoglottideae Nakai
  1. Apoballis Schott (12 spp.)
  2. Pichinia S. Y. Wong & P. C. Boyce (1 sp.)
  3. Piptospatha N. E. Br. (4 spp.)
  4. Schottariella P. C. Boyce & S. Y. Wong (1 sp.)
  5. Nabalu S. Y. Wong & P. C. Boyce (1 sp.)
  6. Bidayuha S. Y. Wong & P. C. Boyce (1 sp.)
  7. Schottarum P. C. Boyce & S. Y. Wong (2 spp.)
  8. Gosong S. Y. Wong & P. C. Boyce (1 sp.)
  9. Vesta S. Y. Wong (1 sp.)
  10. Bakoa P. C. Boyce & S. Y. Wong (1 sp.)
  11. Bakoaella S. Y. Wong & P. C. Boyce (2 spp.)
  12. Ooia S. Y. Wong & P. C. Boyce (10 spp.)
  13. Gamogyne N. E. Br. (6 spp.)
  14. Rhynchopyle Engl. (5 spp.)
  15. Hottarum Bogner & Nicolson (1 sp.)
  16. Kiewia S. Y. Wong & P. C. Boyce (3 spp.)
  17. Bucephalandra Schott (29 spp.)
  18. Phymatarum M. Hotta (1 sp.)
  19. Burttianthus S. Y. Wong, S. L. Low & P. C. Boyce (7 spp.)
  20. Toga S. Y. Wong, S. L. Low & P. C. Boyce (6 spp.)
  21. Heteroaridarum M. Hotta (3 spp.)
  22. Aridarum Ridl. (5 spp.)
  23. Tawaia S. Y. Wong, S. L. Low & P. C. Boyce (1 sp.)
  24. Pursegloveia S. Y. Wong, S. L. Low & P. C. Boyce (7 spp.)
  25. Naiadia S. Y. Wong, S. L. Low & P. C. Boyce (1 sp.)
  26. Hera S. Y. Wong, S. L. Low & P. C. Boyce (1 sp.)
  27. Fenestratarum P. C. Boyce & S. Y. Wong (2 spp.)
  28. Galantharum P. C. Boyce & S. Y. Wong (1 sp.)
  29. Schismatoglottis Zoll. & Moritzi (153 spp.)
  30. Colobogynium Schott (1 sp.)
14. Tribus Calleae Bartl.
  1. Calla L. (1 sp.)
15. Tribus Thomsonieae Blume
  1. Amorphophallus Blume (243 spp.)
16. Tribus Caladieae Schott
  1. Jasarum G. S. Bunting (1 sp.)
  2. Hapaline Schott (9 spp.)
  3. Caladium Vent. (20 spp.)
  4. Syngonium Schott (40 spp.)
  5. Filarum Nicolson (1 sp.)
  6. Ulearum Engl. (2 spp.)
  7. Chlorospatha Engl. (70 spp.)
  8. Xanthosoma Schott (205 spp.)
  9. Scaphispatha Brongn. ex Schott (2 spp.)
  10. Idimanthus E. G. Gonç. (1 sp.)
  11. Zomicarpa Schott (3 spp.)
  12. Zomicarpella N. E. Br. (2 spp.)
17. Tribus Ambrosineae Schott
  1. Ambrosina Bassi (1 sp.)
18. Tribus Arisareae Dumort.
  1. Arisarum Mill. (3 spp.)
19. Tribus Typhonodoreae Engl.
  1. Typhonodorum Schott (1 sp.)
20. Tribus Peltandreae Engl.
  1. Peltandra Raf. (2 spp.)
21. Tribus Arophyteae A. Lemée ex Bogner
  1. Arophyton Jum. (7 spp.)
  2. Colletogyne Buchet (1 sp.)
  3. Carlephyton Jum. (4 spp.)
22. Tribus Protareae Engl.
  1. Protarum Engl. (1 sp.)
23. Tribus Pistieae Lecoq & Juill.
  1. Pistia L. (1 sp.)
24. Tribus Colocasieae Brongn.
  1. Englerarum Nauheimer & P. C. Boyce (1 sp.)
  2. Ariopsis Nimmo (3 spp.)
  3. Colocasia Schott (17 spp.)
  4. Remusatia Schott (4 spp.)
  5. Steudnera K. Koch (10 spp.)
  6. Leucocasia Schott (2 spp.)
  7. Alocasia (Schott) G. Don (90 spp.)
  8. Vietnamocasia N. S. Lý, S. Y. Wong & P. C. Boyce (1 sp.)
25. Tribus Arisaemateae Nakai
  1. Pinellia Ten. (11 spp.)
  2. Arisaema Mart. (208 spp.)
26. Tribus Areae R. Br. ex Duby
  1. Theriophonum Blume (7 spp.)
  2. Typhonium Schott (91 spp.)
  3. Sauromatum Schott (13 spp.)
  4. Eminium (Blume) Schott (9 spp.)
  5. Helicodiceros Schott (1 sp.)
  6. Biarum Schott (23 spp.)
  7. Dracunculus Mill. (2 spp.)
  8. Arum L. (29 spp.)